# Домингес, Мигель
Мигель Рамон Себастьян Домингес Алеман (исп. Miguel Domínguez; 20 января 1756, Мехико — 22 апреля 1830, Мехико) — испано-мексиканский политический и государственный деятель, революционер, юрист, судья, член триумвирата Временного правительства Мексики, управлявший территорией Мексики с 1823 по 1824 год, в период между падением Первой Мексиканской империи и образованием Первой Мексиканской республики.

## Биография
Испанского происхождения. В 19-летнем возрасте уже был известным в городе адвокатом. Участник Войны за независимость Мексики.
В 1823 году, после обретения Мексикой независимость, вошёл в состав триумвирата, возглавлявшвшего страну после падения Империи.
31 марта 1823 года для управления страной Конституционный конгресс избрал триумвират в составе Николаса Браво Руэда, Гуадалупе Виктории и Педро Селестино Негрете. В связи с тем, что Браво и Виктория в тот момент отсутствовали в столице, для их замены были избраны Мигель Домингес и Хосе Мариано Мичелена. Временная исполнительная власть была создана для того, чтобы призвать бывшие провинции, а ныне — Свободные Штаты, к созданию Федеральной республики, а также организовать выборы нового Конституционного конгресса.
Был назначен альтернативным президентом.
С 1825 по 1827 год занимал пост председателя Верховного суда Мексики. В 1830 году — председатель Палаты депутатов Мексики.
Умер 22 апреля 1830 года в Мехико в возрасте 74 лет.